# Broć
Broć (brojuć, lat. Rubia), biljni rod korisnih trajnica iz porodice broćevki (Rubiaceae) kojemu pripada osamdesetak vrsta. Ne smije se brkati s rodom broćika (Galium).
U Hrvatskoj raste strani ili sredozemni broć (Rubia peregrina) i pravi ili bojadisarski broć (Rubia tinctorum).
Broćevi se koriste u dobivanju boja, tako se iz korijena vrste Rubia tinctorium dobiva purpurna crvena boja alizarin.

## Vrste
1. Rubia aitchisonii Deb & Malick
2. Rubia alaica Pachom.
3. Rubia alata Wall.
4. Rubia albicaulis Boiss.
5. Rubia angustisissima Wall. ex G.Don
6. Rubia argyi (H.Lév. & Vaniot) H.Hara ex Lauener
7. Rubia atropurpurea Decne.
8. Rubia austrozhejiangensis Z.P.Lei, Y.Y.Zhou & R.W.Wang
9. Rubia balearica (Willk.) Porta
10. Rubia caramanica Bornm.
11. Rubia charifolia Wall. ex G.Don
12. Rubia chinensis Regel & Maack
13. Rubia chitralensis Ehrend.
14. Rubia clematidifolia Blume ex Decne.
15. Rubia cordifolia L.
16. Rubia crassipes Coll. & Hemsl.
17. Rubia cretacea Pojark.
18. Rubia danaensis Danin
19. Rubia davisiana Ehrend.
20. Rubia deserticola Pojark.
21. Rubia discolor Turcz.
22. Rubia dolichophylla Schrenk
23. Rubia edgeworthii Hook.f.
24. Rubia falciformis H.S.Lo
25. Rubia filiformis F.C.How ex G.S.Lo
26. Rubia florida Boiss. ex Hohen.
27. Rubia fruticosa Aiton
28. Rubia garrettii Craib
29. Rubia gedrosiaca Bornm.
30. Rubia haematantha Airy Shaw
31. Rubia hangii L.E Yang & Z.L.Nie
32. Rubia hexaphylla (Makino) Makino
33. Rubia himalayensis Klotzsch
34. Rubia horrida (Thunb.) Puff
35. Rubia infundibularis Hemsl. & Lace
36. Rubia jesoensis (Miq.) Miyabe & Kudô
37. Rubia komarovii Pojark.
38. Rubia krascheninnikovii Pojark.
39. Rubia laevissima Tschern.
40. Rubia latipetala H.S.Lo
41. Rubia laurae (Holmboe) Airy Shaw
42. Rubia laxiflora Gontsch.
43. Rubia linii J.M.Chao
44. Rubia magna P.K.Hsiao
45. Rubia mandersii Coll. & Hemsl.
46. Rubia manjith Roxb. ex Fleming
47. Rubia maymanensis Ehrend. & Schönb.-Tem.
48. Rubia membranacea Diels
49. Rubia occidens Capelo, M.Seq. & H.Schaef.
50. Rubia oncotricha Hand.-Mazz.
51. Rubia oppositifolia Griff.
52. Rubia ovatifolia Z.Y.Zhang ex Q.Lin
53. Rubia pallida Diels
54. Rubia pauciflora Boiss.
55. Rubia pavlovii Bajtenov & Myrz.
56. Rubia peregrina L.
57. Rubia petiolaris DC.
58. Rubia philippinensis Elmer
59. Rubia pianmaensis R.Li & H.Li
60. Rubia podantha Diels
61. Rubia polyphlebia H.S.Lo
62. Rubia pseudogalium Ehrend.
63. Rubia pterygocaulis H.S.Lo
64. Rubia rechingeri Ehrend.
65. Rubia regelii Pojark.
66. Rubia rezniczenkoana Litv.
67. Rubia rigidifolia Pojark.
68. Rubia rotundifolia Banks & Sol.
69. Rubia salicifolia H.S.Lo
70. Rubia schugnanica B.Fedtsch. ex Pojark.
71. Rubia schumanniana E.Pritz.
72. Rubia siamensis Craib
73. Rubia sikkimensis Kurz
74. Rubia sylvatica (Maxim.) Nakai
75. Rubia tatarica (Trevis.) F.Schmidt
76. Rubia tenuifolia d´Urv.
77. Rubia tenuis H.S.Lo
78. Rubia thunbergii DC.
79. Rubia tibetica Hook.f.
80. Rubia tinctorum L.
81. Rubia transcaucasica Grossh.
82. Rubia trichocarpa H.S.Lo
83. Rubia truppeliana Loes.
84. Rubia urceolata X.F.Wang & C.H.Wang
85. Rubia wallichiana Decne.
86. Rubia yunnanensis Diels